# Episodi di BH90210
La prima e unica stagione della serie televisiva BH90210 è andata in onda in prima visione negli Stati Uniti dal 7 agosto all'11 settembre 2019, sul network Fox.
In italiano la stagione è inedita.
| nº | Titolo originale | Titolo italiano | Prima TV USA      | Prima TV Italia |
| -- | ---------------- | --------------- | ----------------- | --------------- |
| 1  | The Reunion      |                 | 7 agosto 2019     |                 |
| 2  | The Pitch        |                 | 14 agosto 2019    |                 |
| 3  | The Photo Shoot  |                 | 21 agosto 2019    |                 |
| 4  | The Table Read   |                 | 28 agosto 2019    |                 |
| 5  | Picture's Up     |                 | 4 settembre 2019  |                 |
| 6  | The Long Wait    |                 | 11 settembre 2019 |                 |

## The Reunion
- Titolo originale: The Reunion
- Diretto da: Elizabeth Allen Rosenbaum
- Storia: Tori Spelling, Jennie Garth, Mike Chessler e Chris Alberghini
- Teleplay: Mike Chessler, Chris Alberghini e Paul Sciarrotta

### Trama
La scena si apre sull'ormai famoso locale Peach Pit, dove fanno il loro ingresso Donna e David che si siedono ad un tavolo. Il locale è stato acquistato da Brandon e Kelly, che sono anche i gestori. Brandon si rivolge a Donna e David chiamandoli il signore e la signora Silver. Dopo poco entrano in scena anche Steve e Andrea, che chiedono a Kelly di poter scambiare un uovo (riferimento alla puntata 2x15 della serie originale, in cui cercano di raggiungere una festa segreta a Beverly Hills). Mentre sta per apparire Brenda, la scena svanisce e si scopre che è tutto frutto dell'immaginazione di Donna, o meglio di Tori Spelling, che si sta immaginando la scena mentre è su un aereo con Kelly/Jennie Garth. Da qui in poi si capisce che le attrici interpretano loro stesse e che stanno andando a Las Vegas, dove si terrà una reunion con gli attori della serie Beverly Hills 90210. I riferimenti alle vite di Tori e Jennie sono molto simili alla loro vita reale, quindi la trama si incrocia con la realtà (Tori è sposata, con 6 figli e ha problemi di soldi, mentre Jennie è al suo terzo matrimonio fallito).
Gli attori si ritrovano così tutti insieme nella hall dell'albergo che ospita la reunion, circondati da gadget della popolare serie TV. La tensione è alta: Jennie e Jason sono ai ferri corti, mentre Brian tratta con sufficienza Tori, che soffre molto questo distacco. Qui si scopre che anche il resto degli attori ha portato molto della propria vita privata all'interno di questo pilot. Brian Austin Green sta con una star molto più famosa di lui (nella vita è sposato con Megan Fox) e fa il papà a tempo pieno, mentre Gabrielle Carteris è presidente del sindacato degli attori, come nella vita reale. Jason Priestley invece è diventato un regista, così come risulta ad oggi nel mondo reale. Ian Ziering appare fidanzato con una modella molto sexy e molto più giovane di lui (è un riferimento alla sua prima moglie, ex coniglietta di Playboy).
Alla conferenza stampa gli attori sono imbarazzati e rispondono alle domande un po' forzatamente, causa l'atmosfera tesa tra loro. Proprio in conferenza stampa arriva il colpo di scena: Shannen Doherty "irrompe" con una diretta instagram, dove mostra che dall'India, grazie alla sua fondazione, sta cercando di salvare cuccioli di tigre in via di estinzione. Gli altri protagonisti non sembrano molto contenti di vederla e presi dallo sconforto sentendosi fuori luogo, decidono di ripartire subito per tornarsene a casa.
Nel frattempo in hotel Jennie cerca di non pensare al fallimento del suo matrimonio accettando le avances di uno sconosciuto, che si rivelerà più interessato al personaggio di Kelly che non alla persona di Jennie. Tori cerca di recuperare il suo rapporto con Brian. Jennie si ritrova suo malgrado a dividere una birra al bar insieme a Jason e subito dopo i due finiscono a letto insieme.
Tori, presa dall'angoscia di una vita piena di debiti con un marito nullafacente e sei figli, decide di rubare un vestito da lei indossato ai tempi della vecchia serie, reclamandolo come roba sua, rompendo una vetrina e facendosi aiutare anche dagli altri protagonisti dello show. Nel caos Brian perde il portafogli, ma i sei attori sono costretti alla fuga quando arriva la vigilanza.
Ormai sull'aereo per tornare a casa, tutti ricordano bei vecchi tempi e brindano alla memoria di Luke Perry.
Mentre Ian è in bagno, Tori risponde al suo telefono con l'intenzione di salutare sua moglie, ma si accorge insieme agli altri che involontariamente alla donna è partita una videochiamata mentre si trova a letto con un altro uomo. Poco dopo arriva anche Ian che una volta visto il tradimento della moglie, si arrabbia con tutti.
Una volta atterrati, vengono arrestati dalla polizia per il furto del vestito. Usciti di prigione il giorno dopo, tornano alle loro vite di sempre. Jason scopre che la fidanzata è incinta, Gabrielle cerca di dire al marito di aver baciato una donna mentre si trovava a Las vegas. Ian vuole divorziare dalla moglie, che non sospetta nulla. Brian decide di cavalcare l'onda della notizia dell'arresto - che lo porta suo malgrado in prima pagina - e chiama il suo agente dicendo che vuole tornare a lavorare nel mondo dello spettacolo.
Jennie va a trovare Tori, che nel frattempo sta pensando ad un modo per guadagnare soldi, visto che lo show televisivo sulla sua vita - "Tori-Nate spelling the beans"- è stato cancellato. Mentre sta guardando una vecchia puntata di Beverly Hills degli anni 90, Tori pensa che la cosa ideale sarebbe riportare in vita lo show, dicendo che tornare indietro è quello che servirebbe a tutti per andare avanti.
Nel frattempo si vede Shannen Doherty in procinto di prendere un aereo da Jaipur a Los Angeles, forse per raggiungere i suoi ex colleghi.
L'ultima scena si chiude con un tributo a Luke Perry, attraverso una scena tratta dalla puntata 1x02 - La camera verde - della serie TV Beverly Hills 90210, in cui pronuncia le parole "Questo è il paradiso amico mio, dove i tuoi sogni si avverano", con la dedica "Al nostro amico Luke Perry. 1966-2019"

## The Pitch
- Titolo originale: The Pitch
- Diretto da: Howard Deutch
- Scritto da: Katie Wech

### Trama
La scena si apre con Kelly che sta camminando per i corridoi del West Beverly High: qui incontra tutti i suoi amici che rievocano fatti accaduti nel corso della serie originale. Donna ricorda quando Tara tentò di uccidere Kelly (puntata 6x28), Brandon quando Kelly si intossicò prendendo pillole dimagranti (puntata 3x24), Steve quando Kelly andò alla festa della confraternita dei cavalieri in cui rimase intrappolata in un incendio (puntata 5x13), Andrea quando Kelly entrò nella setta della nuova evoluzione (puntata 5x20) e David, mentre parla alla radio della scuola, quando spararono a Kelly nel parcheggio dell'aeroporto (puntata 8x02). Così Kelly comincia a correre, ma d'improvviso scopriamo che è Jennie che si sveglia da un incubo. Intanto, Tori vuole riportare sulle scene un reboot di Beverly Hills 90210 in quanto ha bisogno di guadagnare subito del denaro e ricorda l'abilità di suo padre Aaron a produrre serie televisive. Così Tori e Jennie si presentano alla Fox per proporre il progetto che viene subito accettato dal network, ma che vuole la presenza di tutto il cast originale. Tori non sa quindi come convincere tutti gli altri a partecipare.
I ragazzi si ritrovano insieme in tribunale per il processo per i danneggiamenti e il furto dell'abito di Donna alla reunion di Las Vegas. Dichiarandosi colpevoli vengono condannati a 50 ore di servizio sociale. In questa occasione Tori propone agli altri di partecipare al reboot, ma nessuno di loro vuole tornare sul set del telefilm che li ha resi famosi. Jason vuole continuare a fare il regista, Ian è alle prese con la separazione da sua moglie a cui non vuole concedere denaro, Brian vorrebbe recitare su progetti nuovi e diversi, Gabrielle pensa che non sia una buona idea tornare insieme sul set. Inoltre tutti sono convinti che Shannen non accetterà mai.
Tori deve cominciare così a convincerli uno per uno. Parla con Gabrielle con cui decidono che il personaggio di Andrea potrà esplorare la sua sessualità, cosa quasi impossibile in una serie anni novanta. Jason potrà dirigere l'episodio pilota della serie. Ian parteciperà, ma Tori dovrà impegnarsi a promuovere un loro marchio di prodotti cosmetici. Brian, che ha capito che senza l'aiuto di sua moglie non riuscirà a tornare a recitare in progetti importanti e dopo essersi consultato al telefono con Shannen, accetta di partecipare. Jennie, che aveva dei dubbi, accetta a patto che sua figlia possa avere un ruolo da interpretare nella serie.
I sei amici tornano, così, alla Fox, per gli ultimi accordi dove affermano che Shannen ci sarà ma al momento si trova all'estero. Qui incontrano una dei produttori del reboot che altri non è che Christine Elise (Emily Valentine nella serie originale).
Nel frattempo Jason scopre che senza un intervento chirurgico non può procreare dei figli e un uomo che ricatta sua moglie gli si avvicina presentandosi come lo sceneggiatore della serie. Un giovane ragazzo che era presente alla conferenza stampa di Las Vegas continua a seguire di nascosto Brian e presenta domanda di lavoro come candidato al ruolo di suo assistente personale.
La puntata si chiude con un finale allarmante: tutti i ragazzi ricevono un pacco contenente la loro "bambola" prodotta ai tempi della serie originale negli anni novanta, orrendamente mutilata.

## The Photo Shoot
- Titolo originale: The Photo Shoot
- Diretto da: Jason Priestley
- Storia: Jason Coffey e Merigan Mulhern
- Teleplay: Jason Coffey, Merigan Mulhern, Mike Chessler e Chris Alberghini

## The Table Read
- Titolo originale: The Table Read
- Diretto da: Melanie Mayron
- Storia: Michelle Furtney-Goodman & Conner Good
- Teleplay: Mike Chessler & Chris Alberghini

## Picture's Up
- Titolo originale: Picture's Up
- Diretto da: Kabir Akhtar
- Storia: Mike Deas & Ben O'Hara
- Teleplay: Mike Chessler & Chris Alberghini

## The Long Wait
- Titolo originale: The Long Wait
- Diretto da: Gina Lamar
- Storia: Paul Sciarrotta
- Teleplay: Aaron Fullerton and Mike Chessler & Chris Alberghini